# 모리셔스 황조롱이

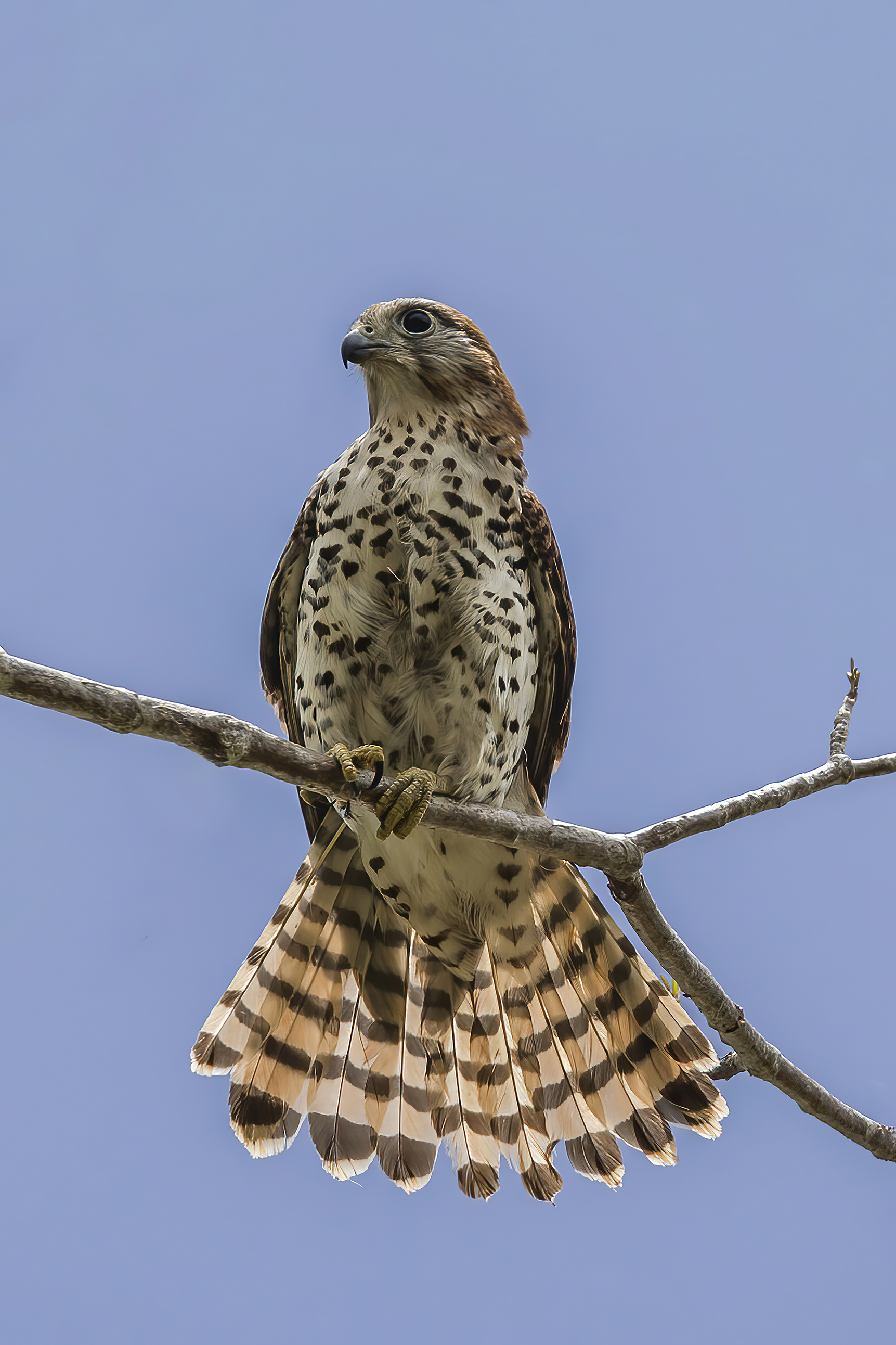
꼬리깃을 부채처럼 펼치고 있음.

모리셔스황조롱이(Falco punctatus)는 매과(Falconidae)에 속하는 맹금류, 모리셔스에서만 서식하는 고유종이다. 남서부 고원의 숲과 절벽, 협곡에 한정하여 분포한다. 인도양 황조롱이들 중에서 가장 독특한 종이다. 겔라시안(후기 플라이오세) 무렵에 섬에 정착하면서 별개의 종으로 진화하였다. 서부 인도양 황조롱이들 중 계통적으로 가장 먼, 아직 살아남은 종이다.
1974년, 모리셔스황조롱이는 멸종 위기에 처해 있었으며, 알려진 개체 수는 겨우 5마리, 많아야 6마리에 불과했다. 이들 중 2마리는 사육 상태였고, 야생에는 번식 가능한 암컷 한 마리만 남아 있었다. 1985년에는 야생 개체 수가 소폭 증가한 것으로 추정되었지만 여전히 개체 수가 15마리 미만에 불과해 심각한 멸종 위기 상태였다.
칼 G. 존스와 압둘 와합 오와달리가 상당한 규모의 자원과 새로운 방식을 적용한 보전 작업을 수행한 결과, 2019년경에는 개체수가 약 400마리로 늘어났다. 이 보전 성과는 세계에서 가장 성공적이며 체계적으로 기록된 조류 복원 프로젝트 중 하나로 평가된다. 2022년 3월, 모리셔스 공화국 30주년을 기념하여 모리셔스황조롱이는 모리셔스의 국조(나라를 대표하는 새)로 공식 선포되었다.

## 신체 특징과 수명
이 새의 몸길이는 26~30.5cm(10.2~12.0인치)까지 자라며, 몸무게는 최대 250g(8.8온스)에 달한다. 수컷은 암컷보다 약간 작다. 날개폭은 약 45cm(18인치)이며, 다른 매 종류와 다르게 날개가 둥근 형태를 띤다. 사육 환경에서의 평균 수명은 15년이다.

## 사냥 습성과 먹이
모리셔스황조롱이는 숲속을 가로지르며 짧고 재빠르게 날아올라 사냥한다. 육식성이며, 주로 도마뱀붙이류(게코)와 잠자리, 매미, 바퀴벌레, 귀뚜라미, 작은 새를 먹는다.

## 보전(保全)
식민지 시대 이전 모리셔스황조롱이의 개체 수는 약 175~325쌍의 번식 개체로 추정되었다. 이렇게 적은 개체 수는 18세기 탈산림화(산림 파괴)와 사이클론으로 인해 발생했을 가능성이 크다. 하지만 가장 심각한 개체 수 감소는 1950~1960년대에 일어났다. 무분별한 DDT(디클로로디페닐트리클로로에탄) 사용과 침입종(외래종)인 고양이, 몽구스, 게잡이원숭이(crab-eating macaques, 필리핀원숭이) 등이 모리셔스황조롱이와 이들의 알을 포식해서 감소한 것이다. 최근까지 모리셔스황조롱이와 가장 가까운 종으로 여겨졌던 레위니옹황조롱이(Réunion kestrel)는 1670년대에 멸종되었다.
모리셔스의 생태학자 장 뱅송(Jean Vinson)과 프랑스 스토브(France Staub)는 모리셔스황조롱이가 준멸종 상태(거의 멸종된 상태)에 처했음을 인식하여 이를 기록으로 남겼다. 이 소식은 미국의 매 전문가 톰 케이드(Tom Cade)의 관심을 끌었다. 그는 1970년대 초반에 모리셔스 산림보전관(森林保全官) 레오 에저리(Leo Edgerly)와 서신을 주고받으며 황조롱이를 보호하는 방안을 모색했다. 톰 케이드는 당시 얼마 전에 매류를 인공 번식시키는 방법을 익혔고 아메리카황조롱이(American Kestrel)를 사육한 경험이 있었다. 그러면서 이와 유사한 방법을 모리셔스황조롱이에도 적용하여 인공 번식 후 야생으로 방사하면 개체 수를 늘릴 수 있을 것이라 판단했다. 1973년에 세계야생동물기금(WWF, 현 세계자연기금), 국제조류보호회의(ICBP, 현 버드라이프 인터내셔널)와 같은 국제 환경보호단체 및 모리셔스 산림청과 협력, 모리셔스황조롱이 보전 프로젝트가 시작되었다. 이 프로젝트의 초기 연구는 톰 케이드의 제자 중 한 명인 스탠리 템플(Stanley Temple)이 맡았다. 템플은 야생에서 황조롱이를 연구하며 인공 번식 프로젝트를 시작했다.
기록된 개체 수는 1974년 야생에서 단 4마리로 줄어들며 사상 최저치를 기록했고 그 결과 세계에서 가장 희귀한 새로 간주되었다. 코넬 대학교의 스탠리 템플은 이 종을 2년간 연구하였다. 1973년에 처음으로 인공 번식 환경에서 새를 번식시키려는 시도는 있었지만 부화기가 고장이 나서 새끼가 폐사해 실패로 끝났다. 저지 동물원(현 더렐 야생공원 )의 번식 프로그램의 지원을 받아 보전 조치가 즉시 시행되었다. 그러나 알이 수정되지 않아 종의 멸종을 막으려던 첫 시도는 실패로 돌아갔다.
1979년, 새로운 시도가 이루어졌다. 웨일스인 생물학자 칼 존스가 제럴드 더렐의 도움을 받아 일 오 에그레뜨(Île aux Aigrettes)에 야생동물보호구역을 설립했다. 존스가 나무에 올라 둥지에서 알을 꺼내봤더니 이번에는 알이 수정되어 있었기에 부화기에서 새끼를 잘 길러낼 수 있었다.

### 이중 산란(二重 産卵, Double Clutching)
미국에서는 사육된 아메리카황조롱이(Falco sparverius)를 이용한 둥지 생태 조작 실험이 성공한 것으로 나타났다. 첫 번째 알 무더기(clutches)를 제거하면 보통 새가 두 번째 알 무더기를 낳기 때문이다. 이 이중 산란 실험에서 입증된 바로는 두 번째 알 무더기에서 태어난 새끼들은 첫 번째 알 무더기에서 태어난 개체들과 크기나 생존율에서 차이가 없다.
1981~1982년 번식기에 모리셔스에서 활동하던 칼 G. 존스(Carl G. Jones)와 그의 연구팀은 인공 부화를 위해 야생 모리셔스황조롱이의 첫 번째 알 무더기를 채집했다. 또한 존스는 첫 번째 알이 제거된 후 새로운 알을 낳을 수 있도록 영양을 보충하여 야생 개체군에 미칠 수 있는 부정적인 영향을 방지했다.
개체 수가 서서히 증가하여 1984년 개체 수 조사에서 약 50개체로 추정되었다. 어린 새를 위한 번식과 방사(放飼, release), 해킹(hacking, 야생 적응을 위한 단계적 방사) 기술이 개선되었다. 그 결과 인공 번식 센터는 열대성 맹금류 및 소형 매류 보전을 위한 선도적인 연구 기관으로 자리 잡았다. 1990년대 초반에는 자생적으로 유지될 수 있는 개체군이 형성되면서 인공 번식 프로그램이 축소되었다. 1994년 이후 이 프로그램은 야생 개체군이 재난을 겪을 경우를 대비한 안전망 역할만 수행하고 있다. 현재는 분홍비둘기(pink pigeon) 또는 모리셔스 포디(Mauritius fody) 등 다른 희귀 고유종(endemics, endemic species, 固有種)도 보호소에서 관리되고 있다.

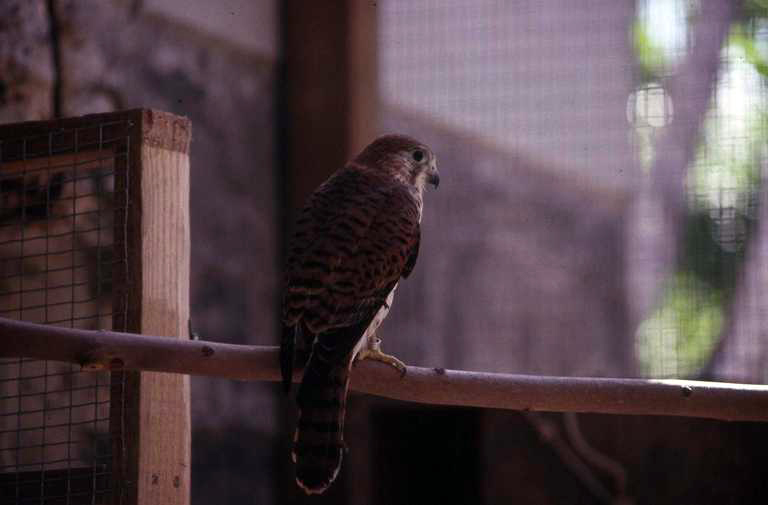
1989년, 재도입을 기다리고 있는 새(야생으로 방사되기를 기다리는 새)

2005년 기준 성체 개체 수는 최소 800마리에 달했다. 남아 있는 서식지는 약 50~150마리 정도의 개체를 추가로 수용할 수 있는 것으로 추정된다. (BirdLife International 2006a,b). 이들은 섬에 남아 있는 숲, 특히 블랙리버 협곡(Black River Gorges) 지역에서 주로 서식한다. 1994년, 사육 개체의 방사가 더 이상 필요하지 않게 되면서 국제자연보전연맹(IUCN)은 이 종의 보전 등급을 취약종(Vulnerable)으로 하향 조정했다. 멸종 직전까지 갔던 시점에서 불과 20년 만에 보전 조치가 거의 필요하지 않다고 평가되었다. 모리셔스황조롱이의 기준으로 보면 이는 매우 긴 시간이며 약 4~5세대에 해당한다. 현재 둥지 시설의 부족으로 번식지를 확보하지 못하는 번식 쌍을 돕기 위해 정기적인 모니터링이 이루어지고 있다. 둥지가 부족한 것은 개체군 확장의 주요 제한 요인이다. 그러나 이를 제외하면 이 종의 생존을 돕기 위해 사실상 이루어지는 유일한 조치는 도입된 포식 동물의 지속적인 개체 수 조절뿐이다.
2014년에는 한때 증가하던 개체군이 감소하면서 이 종의 보전 등급이 멸종위기종(Endangered)으로 상향 조정되었다. 야생에서 살아남은 성체 개체 수는 400마리 미만으로 추정된다.
모리셔스황조롱이의 진화적 역사가 그 이유에 대한 실마리를 제공하는 것으로 보인다. 모리셔스는 화산섬이며 황조롱이가 이 섬에 정착한 시기를 정확히 추정할 수는 없지만 거의 확실하게 화산 활동이 완전히 가라앉기 전의 일이었다. 모리셔스황조롱이 개체군은 오랜 기간 화산 활동을 견뎌낸 것으로 보인다. 이 과정에서 화산 폭발이 거듭 일어나며 서식지와 먹이가 파괴되고 황조롱이 개체군도 심한 타격을 입어 분명 개체 수가 적고 변동이 심한 상태를 유지했을 것이다. 여러 세대 동안 무작위 교배(임의 교배, panmixis, random mating)에 가까운 상태가 유지되면서 근교약세(近交弱勢, inbreeding depression)를 유발할 수 있는 대립 유전자들은 자연 선택에 의해 꾸준히 제거되었다. 유효 개체군의 크기가 4~5마리처럼 극도로 작더라도 뚜렷한 근교약세 없이 유지될 수 있다는 현상은 채텀검은울새(Petroica traversi, Chatham Island black robin)나 레이산오리(Laysan duck)와 같은 작은 섬에 서식하는 다른 조류에서도 관찰된 바 있다.

이 종이 멸종 위기종으로 분류된 이유도 같은 사실 때문이다. 모리셔스처럼 작은 섬에서는 화산 폭발(현대에는 거의 일어날 가능성이 없지만)이나 폭풍(흔히 발생하며 빈도와 강도가 증가할 가능성이 있음) 같은 우발적인 사건이 언제든지 해당 종의 개체군의 상당 부분을 괴멸(壊滅)시킬 수 있기 때문이다.

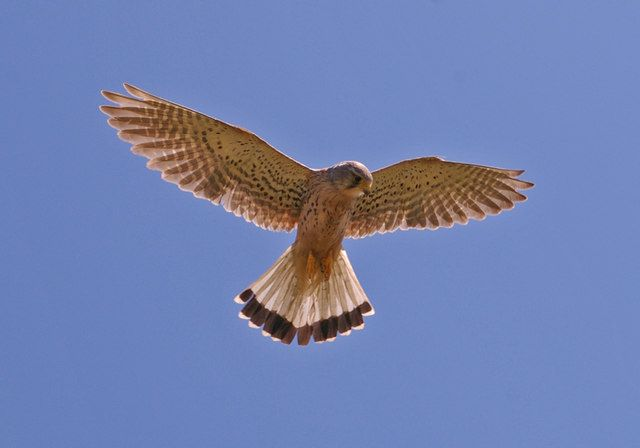
모리셔스황조롱이 (모리셔스 케스트렐밸리에서 촬영됨)
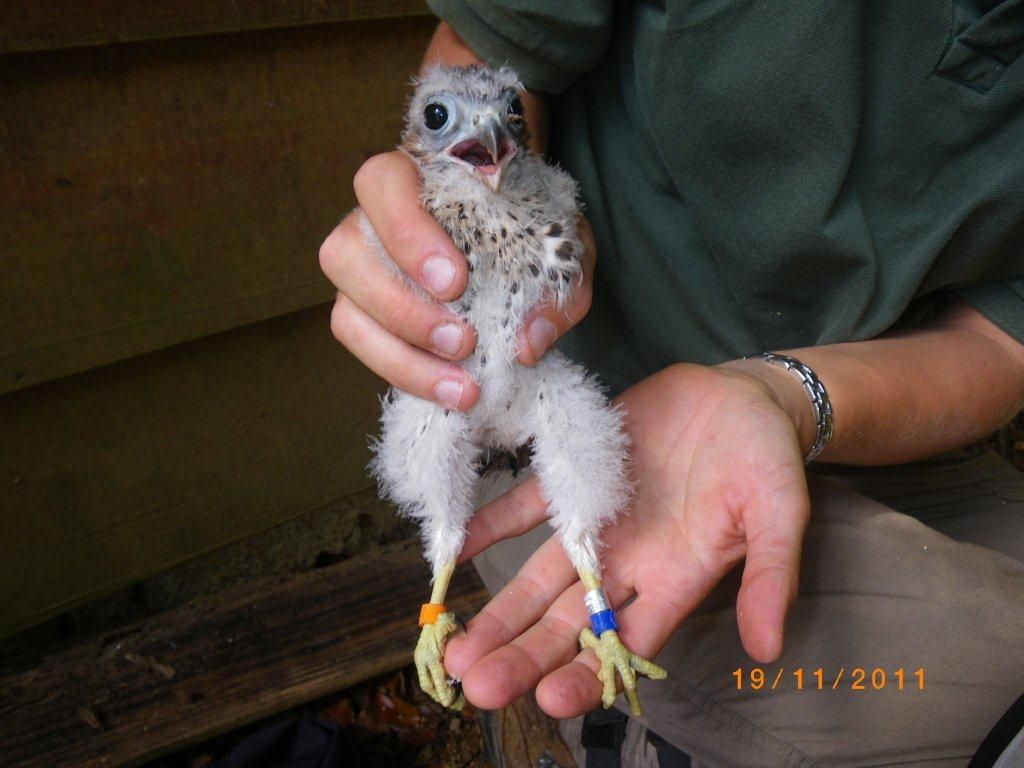
2011년 모리셔스 케스트렐밸리에서 태어난 모리셔스황조롱이
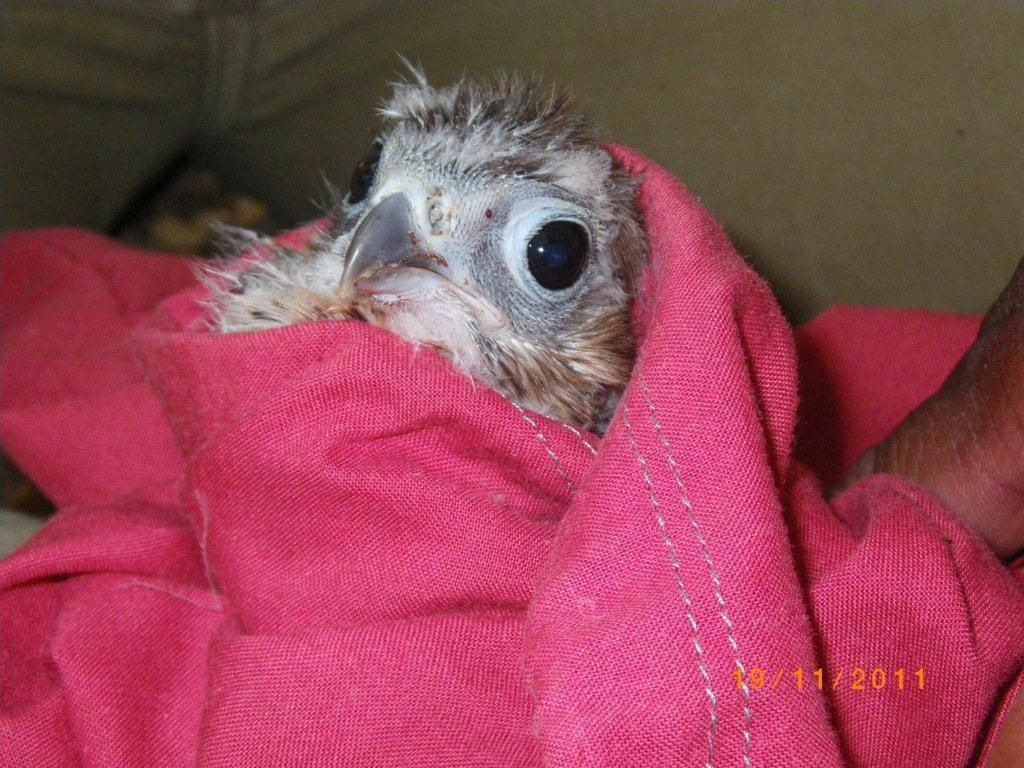
2011년 모리셔스 케스트렐밸리에서 태어난 모리셔스황조롱이
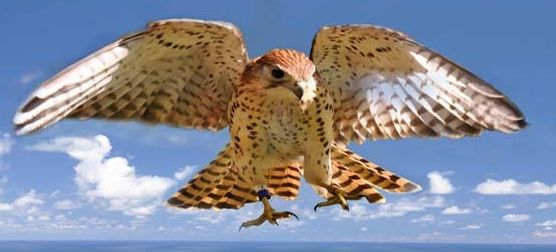
모리셔스황조롱이 (모리셔스 케스트렐밸리에서 촬영됨)

## 참고 문헌
- BirdLife International (2006b): "모리셔스황조롱이 - BirdLife 종 자료". 2007년 3월 1일 확인.
- Diamond, Anthony W.& Roger Tory Peterson Institute (RTPI) (1989): Save the Birds. Houghton Mifflin, Boston. ISBN 0-395-51172-0
- Erritzoe, Johannes & Erritzoe, Helga (1993): The Birds of CITES and How to Identify Them. Lutterworth Press. ISBN 0-7188-2895-X
- Ferguson-Lees, James & Christie, David A. (2001): Raptors of the World. Houghton Mifflin, Boston. ISBN 0-618-12762-3
- Groombridge, Jim J.; Jones, Carl G.; Bayes, Michelle K.; van Zyl, Anthony J.; Carrillo, José; Nichols, Richard A.  & Bruford, Michael W. (2002): A molecular phylogeny of African kestrels with reference to divergence across the Indian Ocean. Molecular Phylogenetics and Evolution 25(2): 267–277. doi:10.1016/S1055-7903(02)00254-3 (HTML 초록).
- Staub, France (1976): Birds of the Mascarene and Saint Brandon.